# Starossissoievka
Starossissoievka (en rus: Старосысоевка) és un poble del krai de Primórie, a l'Extrem Orient de Rússia, que en el cens del 2010 tenia 1.066 habitants. Pertany al districte rural de Iàkovlevski.